# Schnyder von Wartensee
Schnyder von Wartensee ist eine Schweizer Patrizierfamilie von Sursee und Luzern.

## Geschichte

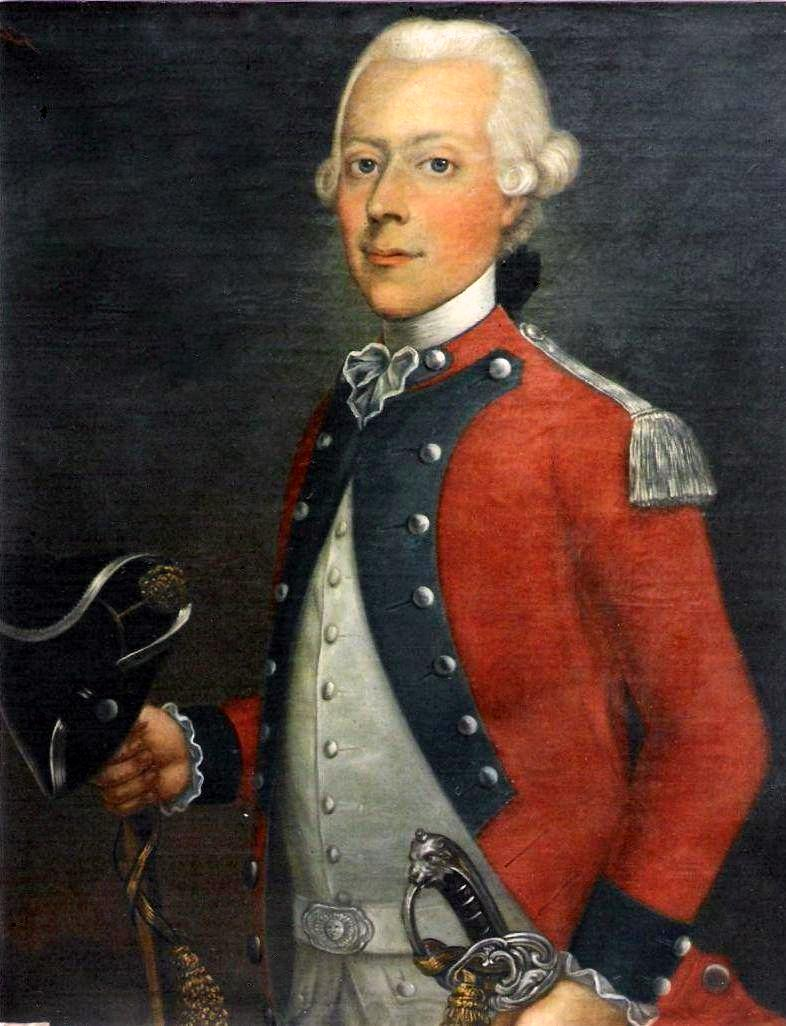
Karl Georg Schnyder von Wartensee (1744–1792) als Offizier eines Schweizerregiments in fremden Diensten

Nach der Familientradition ist der Stammvater der Familie vermutlich der 1350 im Jahrzeitbuch von Sursee erwähnte Werner Sartor (= lateinisch für Schneider, Schnyder). Die Familie erlangte im 15. und 16. Jahrhundert Ansehen und Vermögen, vornehmlich durch den Betrieb des Wirtshauses «Zur Sonne» in Sursee, durch Tuchhandel und Söldnerdienste. In Sursee hatte die Familie eine führende Rolle und stellte dort vom 15. bis zum 18. Jahrhundert 23 Schultheissen. Zahlreiche Familienmitglieder hatten die einträglichen Schaffnerstellen der Klöster St. Urban und Muri inne.
Jörg Schnyder von Wartensee erwarb 1492 das Luzerner Bürgerrecht. Die Familie stieg in das Luzerner Patriziat auf und gehörte auch zum Heiratskreis der Luzerner Kleinratsgeschlechter. Jost Franz Anton wurde 1705 in den Luzerner Grossen Rat und 1712 in den Kleinen Rat gewählt, wo die Familie bis 1798 vertreten blieb. Auch im 19. Jahrhundert übten mehrere Mitglieder der Familie politische Ämter aus.
Von 1457 bis 1547 war die Herrschaft Mauensee im Familienbesitz und von 1647 bis um 1833 auch Schloss und Gut Wartensee in der Gemeinde Neuenkirch. Nach diesem Gut nannte sich die Familie ab 1649 Schnyder von Wartensee. Seit 1955 gehört der Familie auch das Schloss Tannenfels in der Gemeinde Nottwil.

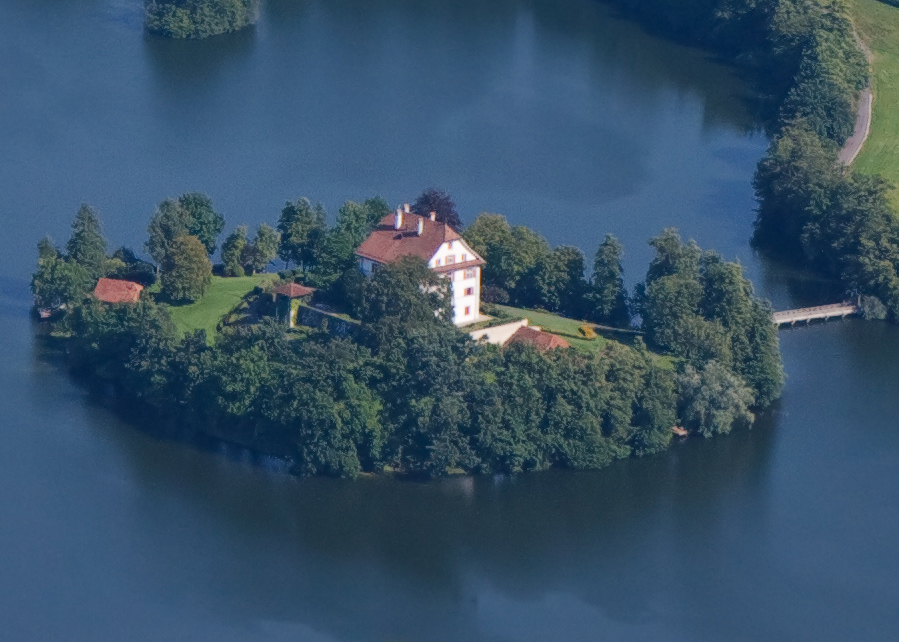
Schloss Mauensee
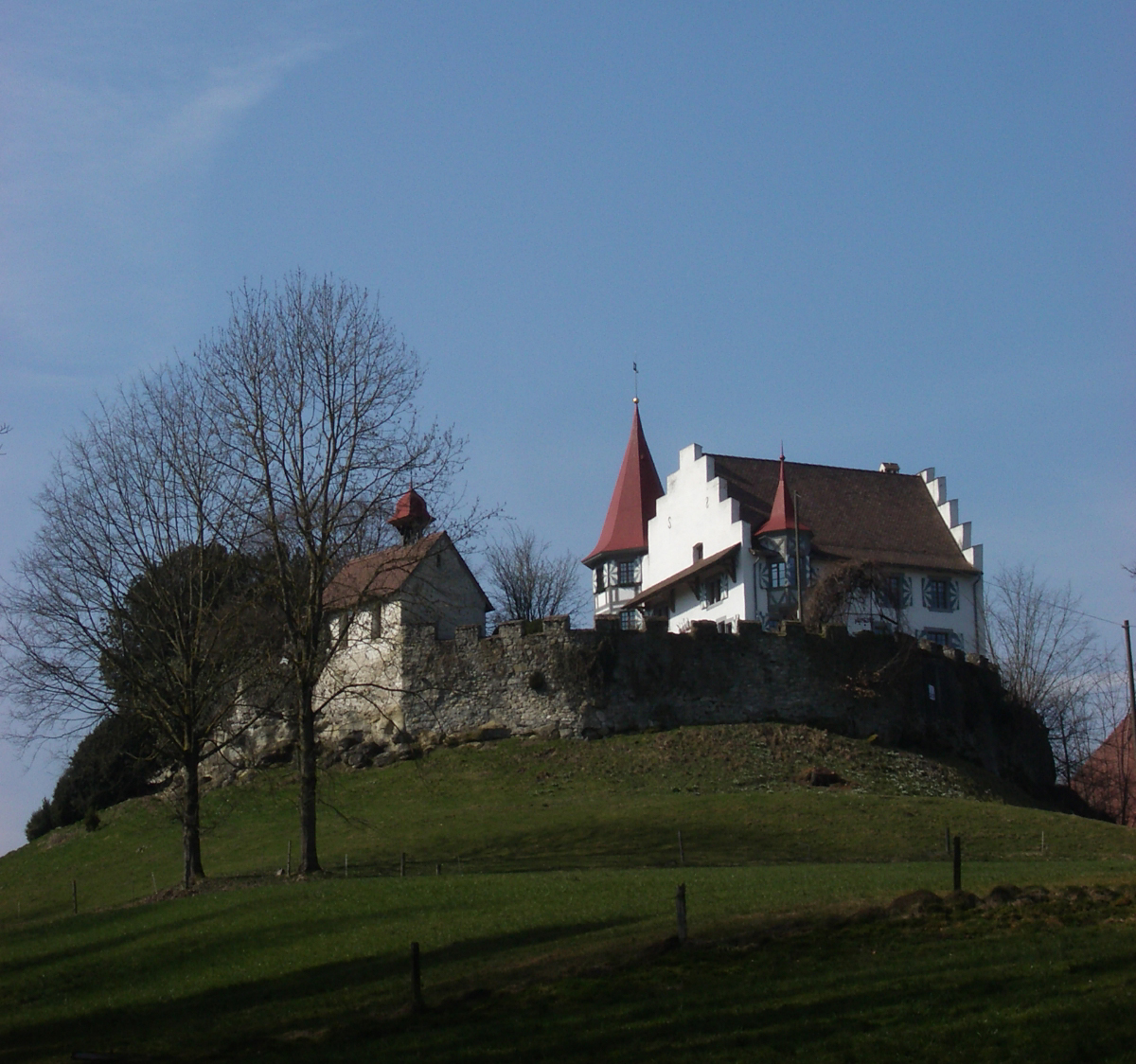
Schloss Wartensee in Neuenkirch
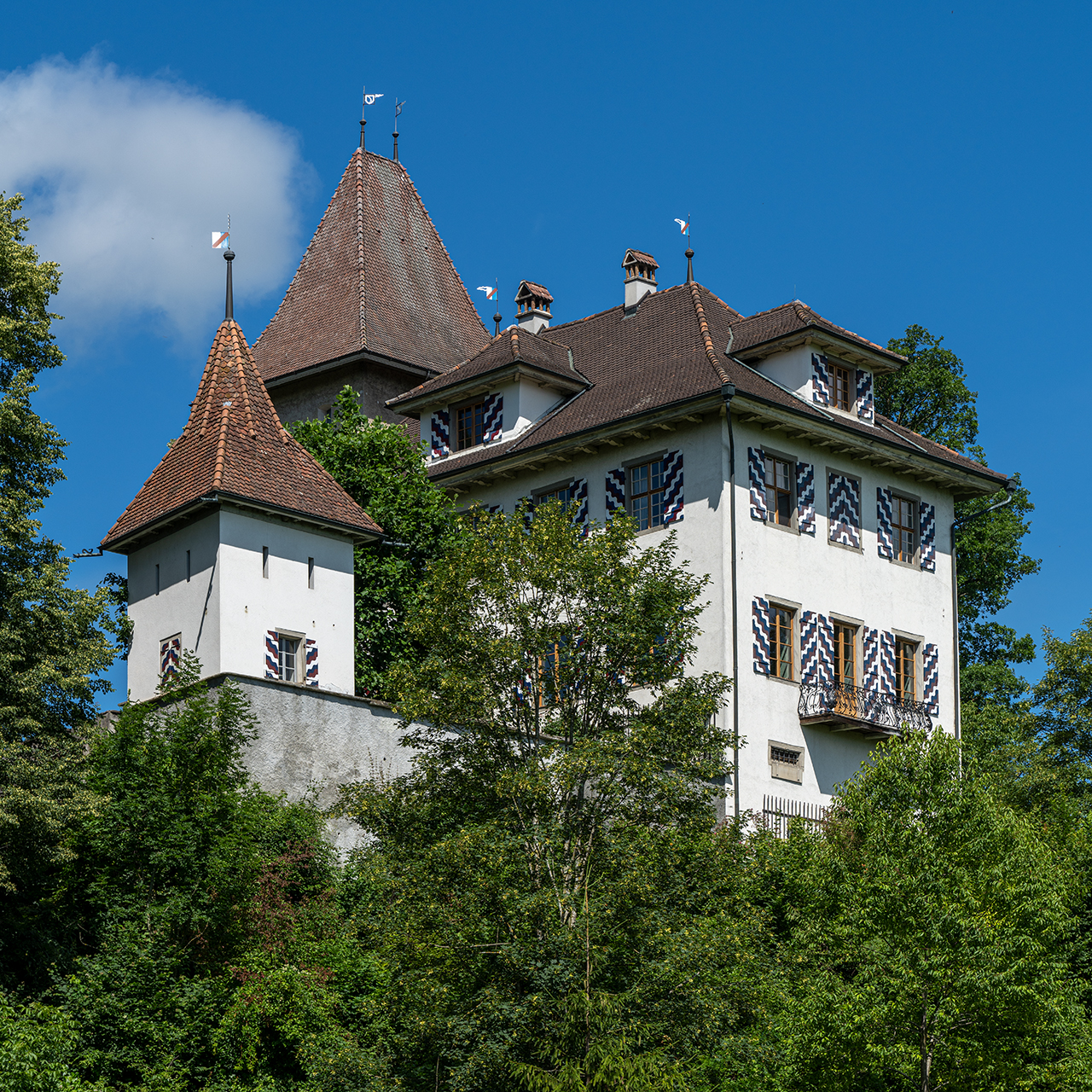
Schloss Tannenfels in Nottwil

## Bekannte Familienmitglieder
Bekannte Familienmitglieder sind:
- Michael Schnyder von Wartensee († 1632), Politiker
- Jost Franz Anton Schnyder von Wartensee (1681–1759), Politiker
- Karl Georg Schnyder von Wartensee (1744–1792), Offizier eines Schweizerregiments
- Franz Ludwig Schnyder von Wartensee (1747–1815), Politiker
- Joseph Xaver Schnyder von Wartensee (1750–1784), Pfarrer und Autor
- Jost Schnyder von Wartensee (1752–1824), Politiker
- Heinrich Ludwig Schnyder von Wartensee (1754–1814), Politiker in fremden Diensten
- Franz Xaver Schnyder von Wartensee (1786–1868), Komponist und Musikautor
- Julius Schnyder von Wartensee (1830–1913), Politiker
- Ludwig Schnyder von Wartensee (1858–1927), Kunstschlosser, Ziseleur und Hochschullehrer
- Hans Schnyder von Wartensee (1895–1987), Jurist und Statthalter der Schweizerischen Statthalterei des Ritterordens vom Heiligen Grab zu Jerusalem
- Lorenzo Schnyder von Wartensee (* 1952), Diplomat